# 성남 봉국사 대광명전
성남 봉국사 대광명전(城南 奉國寺 大光明殿)은 대한민국 경기도 성남시 수정구에 있는 조선시대의 건축물이다. 1980년 6월 2일 경기도의 유형문화재 제101호로 지정되었다.

## 개요
봉국사는 영장산 기슭에 있는 절로 고려 현종 19년(1028)에 세우고, 태조 4년(1395)에 수리하였다. 현종 15년(1674) 임금은 어려서 일찍 죽은 명혜, 명선 두 공주의 명복을 빌기 위해 공주의 능 근처에 있던 이 절을 다시 짓고 이름을 봉국사라 하였다. 한국전쟁 때 무너진 것을 1958년 법운이 새로 짓고 1974년 해체·복원하였다.
봉국사 대광명전은 원래 비로자나불을 모시는 법당이나 이 절에서는 아미타여래를 모시고 있다. 앞면 3칸·옆면 3칸 규모로 지붕 옆면이 사람 인(人)자 모양인 가장 단순한 맞배집이다. 지붕의 처마를 받치는 공포가 기둥 위에만 있는 주심포 양식으로 몸체에 비해 지붕이 커서 외관이 장중하다. 기단의 양쪽에는 사자형태를 한 조각상이 있어서 특이하다.
법당의 내부에는 중앙에 불단이 설치되어있고, 나무로 만든 아미타여래좌상이 있으며 그 위에는 화려한 닫집이 있다. 불상의 좌우로 관음보살, 지장보살을 모시고 있다.

## 현지 안내문
봉국사는 조선 현종이 요절한 두 딸 명선, 명혜 공주의 명복을 빌기 위하여 1674년에 승려 추곤에 명하여 건립한 절이다. 6.25전쟁으로 절이 거의 파괴되었는데 1958년 승려 법운에 의하여 대광명전의 중수가 이루어졌으며 1974년에 해체·수리되었다.
대광명전은 정면 3칸, 측면 3칸의 주심포계 맞배집인데 몸체에 비하여 지붕이 커서 외관이 장중하다. 대광명전의 원래 지붕은 측면의 공포 배열과 귀공포 형태로 미루어 팔작형식이었던 것으로 추정된다. 내부 중앙에는 불단 위에 자비의 부처인 아미타불이 주존불로 봉안되어 있고 좌우에는 자비의 보살인 관음보살]과 지옥의 중생을 구제해준다는 지장보살이 모셔져 있다. 기단 좌우에는 사자 형태를 닮은 돌짐승이 있어 특이하다. 이 불전은 기단과 초석, 지붕 등 많은 부분이 수리되었으나 공포에 거는 부재인 쇠서의 장식적인 형태, 연봉과 봉황 조각 등은 조선 후기의 불전 형식을 잘 간직하고 있다.

## 같이 보기
- 봉국사

## 참고 자료
- 봉국사대광명전 - 국가유산청 국가유산포털
- 봉국사대광면전 -경기도의 생활